# Makuru
Makuru è una circoscrizione rurale (rural ward) della Tanzania situata nel distretto di Manyoni, regione di Singida. Conta una popolazione di 11 874 abitanti (censimento 2012).